# Igreja Episcopal de São Uriel Arcanjo
A Igreja Episcopal de São Uriel Arcanjo (em inglês:  Saint Uriel’s Episcopal Church ou Church of Saint Uriel the Archangel) é uma igreja episcopal localizada no borough de Sea Girt, pertencente ao estado de Nova Jérsia dos Estados Unidos. A igreja é um membro operacional da Comunhão Anglicana e adepta das tradições católica e ortodoxa do anglicanismo, isto é, um seguidor do anglocatolicismo, que é semelhante à  Alta Igreja.
É uma das três igrejas nos Estados Unidos dedicada a São Uriel Arcanjo, as outras são Igreja ortodoxa eritreia tewahedo de São Uriel Arcanjo em Elmwood Place, Ohio, e Igreja presbiteriana de Uriel em Chester, Carolina do Sul.